# Aurelianidae
Aurelianidae är en familj av koralldjur. Aurelianidae ingår i ordningen havsanemoner, klassen Anthozoa, fylumet nässeldjur och riket djur. Enligt Catalogue of Life omfattar familjen Aurelianidae 4 arter. 
Kladogram enligt Catalogue of Life:
| Aurelianidae | \| \| Actinoporus \| \| \| \| \| \| Aureliana \| \| \| \| |
|              | \| \| Actinoporus \| \| \| \| \| \| Aureliana \| \| \| \| |
|              | Actinoporus                                               |
|              |                                                           |
|              | Aureliana                                                 |
|              |                                                           |